# Higashikurume
Higashikurume (東久留米市?) è una città giapponese conurbata in Tokyo.